# Poa bulbosa ssp. vivipara
Poa bulbosa ssp. vivipara là một phân loài cỏ trong họ hòa thảo, thuộc chi poa.